# Podbiel
Podbiel je naseljeno mjesto u okrugu Tvrdošín u Žilinskom kraju u Slovačkoj.

## Stanovništvo
| Godina:     | 1993. | 2003.   | 2013.   | 2023.   |
| ----------- | ----- | ------- | ------- | ------- |
| Broj ljudi: | 1171  | 1250    | 1278    | 1329    |
| Razlika:    |       | +6,74 % | +2,24 % | +3,99 % |

| Godina:     | 2022. | 2023.   |
| ----------- | ----- | ------- |
| Broj ljudi: | 1332  | 1329    |
| Razlika:    |       | -0,22 % |

Prema podatcima o broju stanovnika iz 2023. godine naselje je imalo 1329 stanovnika.

## Vanjske poveznice
|  | Zajednički poslužitelj ima još gradiva o temi Podbiel |

- Službena stranica naselja (sl.)